# Conor Maynard
Pour les articles homonymes, voir Maynard.
Conor Paul Maynard, né le 21 novembre 1992, est un chanteur britannique originaire de Brighton. Il a signé avec EMI.

## Carrière musicale
En décembre 2008, Conor Maynard met une vidéo en ligne sur le réseau YouTube ; Breathe, une reprise du chanteur anglais Lee Carr. Entre 2009 et 2011, il met en ligne différentes chansons de son ami rappeur Anthony « Anth » Melo qui habite en Virginie. Ensemble ils font plusieurs reprises de différents artistes. Il est ensuite contacté par le label du chanteur Ne-Yo, qui a vu sa reprise de Beautiful Monster. Conor a fait beaucoup d'autres reprises comme E.T de Katy Perry, OMG de Usher, Price Tag de Jessie J, Only Girl de Rihanna, Next to You de Chris Brown, Back to Black/Valerie (mashup) d'Amy Winehouse et bien d'autres encore.
Conor a fait la première partie de la tournée de Ne-Yo au Royaume-Uni en mars 2013 puis la première partie de Will.I.Am durant ses concerts au Royaume-Uni en décembre 2013. Il a aussi fait la première partie de Jason Derulo en mars 2014.

## MTV Award et premier album
En novembre 2011, il est nommé pour un MTV Video Music Award dans la catégorie « Brand New for 2012 » (« tout nouveau en 2012 ») face, entre autres, à Lana Del Rey et Michael Kiwanuka. Il est déclaré vainqueur avec à peu près 48 % des voix.
Son premier single Can’t Say No sort au Royaume-Uni le 15 avril 2012, débutant à la deuxième place du classement des meilleures ventes de singles. Le 28 avril, il avait vendu 74 792 singles. La chanson a aussi beaucoup de succès en Irlande et en Écosse où le single se classe respectivement aux treizième et troisième places. L’album sur lequel figure le single s’appelle Contrast est sorti le 30 juillet 2012 en Angleterre.
En France, son deuxième single est Turn Around en featuring avec Ne-Yo et l'album Contrast est sorti le 21 janvier 2013.
Le 26 août 2013 sort son nouveau single R U Crazy, extrait de son deuxième album.

## Discographie

### Albums
| Titre    | Détails de l'album                                                                    | Classements | Classements | Classements | Classements | Classements | Classements | Classements | Classements | Classements | Classements | Classements | Récompense    |
| Titre    | Détails de l'album                                                                    | Royaume-Uni | AUS         | BEL (Vl)    | CAN         | DEN         | NL          | IRE         | NZ          | SCO         | SWI         | US          | Récompense    |
| -------- | ------------------------------------------------------------------------------------- | ----------- | ----------- | ----------- | ----------- | ----------- | ----------- | ----------- | ----------- | ----------- | ----------- | ----------- | ------------- |
| Contrast | - Sortie: 30 juillet 2012 - Label: Parlophone - Formats: CD, téléchargement numérique | 1           | 48          | 34          | 10          | 37          | 73          | 10          | 27          | 3           | 40          | 34          | - BPI: Argent |

### Singles
| Can't Say No                                                           | 2012 | 2  | 38 | 35 | 75 | —  | 63 | —  | 13 | 21 | 3  | —   | Contrast |
| Vegas Girl                                                             | 2012 | 4  | 75 | 57 | —  | —  | 63 | 55 | 22 | —  | 5  | 101 | Contrast |
| Turn Around (featuring Ne-Yo)                                          | 2012 | 8  | 43 | 26 | —  | 33 | 76 | 15 | 14 | 28 | 9  | 110 | Contrast |
| Animal (featuring Wiley)                                               | 2013 | 6  | —  | —  | —  | —  | —  | —  | 27 | —  | 6  | —   | Contrast |
| R U Crazy                                                              | 2013 | 4  | —  | 99 | —  | —  | —  | —  | 18 | —  | 5  | —   |          |
| Talking About                                                          | 2015 | 44 | —  | —  | —  | —  | —  | —  | —  | —  | 33 | —   |          |
| Royalty                                                                | 2015 | —  | —  | —  | —  | —  | —  | —  | —  | —  | —  | —   |          |
| « — » : les tirets signifient que le single n'est pas classé ou sorti. |      |    |    |    |    |    |    |    |    |    |    |     |          |

### Autres chansons classées
| Titre                                | Année | Classement  | Album    |
| Titre                                | Année | Royaume-Uni | Album    |
| ------------------------------------ | ----- | ----------- | -------- |
| Better Than You (featuring Rita Ora) | 2012  | 105         | Contrast |

### Single promotionnel
| Single   | Année | Album    |
| -------- | ----- | -------- |
| Drowning | 2012  | Contrast |